# کالوم بوٍث
کالوم بوٍث (انگلیسی: Callum Booth؛ زادهٔ ۳۰ مهٔ ۱۹۹۱) بازیکن فوتبال اهل بریتانیا است.
از باشگاه‌هایی که در آن بازی کرده است می‌توان به باشگاه فوتبال پاتریک تیسل، باشگاه فوتبال لیوینگستون، باشگاه فوتبال برچین سیتی، باشگاه فوتبال هیبرنین، و باشگاه فوتبال ریت روورز اشاره کرد.
وی همچنین در تیم‌های ملی فوتبال زیر ۱۹ سال اسکاتلند، اتحادیه فوتبال اسکاتلند، زیر ۲۱ سال اسکاتلند، و اتحادیه فوتبال اسکاتلند بازی کرده است.